# Bicyclus uniocellata
Bicyclus uniocellata är en fjärilsart som beskrevs av Abel Dufrane 1945. Bicyclus uniocellata ingår i släktet Bicyclus och familjen praktfjärilar. Inga underarter finns listade i Catalogue of Life.